# 新亞爾
49°57′51″N 23°29′53″E / 49.96417°N 23.49806°E
新亞爾（烏克蘭語：Новий Яр），是烏克蘭的村落，位於該國西部利沃夫州，由亞沃里夫區負責管轄，始建於1498年，面積0.02平方公里，海拔高度251米，2001年人口65，人口密度每平方公里3,095.24人。